# Miami Fusion Football Club
Il Miami Fusion Football Club, noto semplicemente come Miami Fusion, è stata una società calcistica statunitense con sede nella città di Fort Lauderdale (Florida), fondata nel 1997 e scioltasi nel 2001. Disputava le proprie partite casalinghe al Lockhart Stadium, impianto da 20.450 posti a sedere.
Dal 1998 al 2001 ha militato nella Major League Soccer, il più importante campionato di calcio nordamericano. Nella sua storia ha vinto un MLS Supporters' Shield (2001) ed ha raggiunto una finale di U.S. Open Cup, poi persa per 1-2 contro il Chicago Fire (2000).

## Stagioni
| Anno | Campionato        | Campionato       | Coppa nazionale  |
| Anno | Stagione regolare | Play-off         | Coppa nazionale  |
| ---- | ----------------- | ---------------- | ---------------- |
| 1998 | 8º posto          | Quarti di finale | Quarti di finale |
| 1999 | 8º posto          | Quarti di finale | Ottavi di finale |
| 2000 | 9º posto          | Non qualificato  | Finale           |
| 2001 | 1º posto          | Semifinale       | Ottavi di finale |

## Palmarès
- MLS Supporters' Shield: 1

2001